# دنيس بيرنت
دنيس بيرنت (بالإنجليزية: Dennis Burnett)‏ هو لاعب كرة قدم بريطاني، ولد في 27 سبتمبر 1944 في برموندزي ‏ في المملكة المتحدة. لعب مع برايتون أند هوف ألبيون وسانت لويس ستارز ونادي شامروك روفرز ونادي ميلوول ونادي هاوغسوند وهال سيتي ووست هام يونايتد.

## وصلات خارجية
- دنيس بيرنت على موقع قاعدة بيانات كرة القدم.إي يو (الإنجليزية)
- دنيس بيرنت على موقع عالم كرة القدم.نت (الإنجليزية)